# طريقة تجميع فضاء هاوسدروف
في الرياضيات في مجال الطوبولوجيا، يقال أن الفضاء الطوبولوجي هو طريقة تجميع هاوسدورف إذا أعطي أي مغلقة متقطع مجموعة من النقاط في الفضاء الطوبولوجي، فإن هناك مجموعات مفتوحة مفككة لكل زوج تحتوي على نقاط. كل فضاء T1 الذي يكون طريقة تجميع هاوسدورف يكون أيضًا هاوسدورف.
فضاء ميتريزابل هو فضاءات طرق تجميع طبيعية ومن ثم تكون طريقة تجميع هاوسدورف بشكل خاص.